# قره‌بلاغ (آستراخان)
قره‌بلاغ (به لاتین: Karabulak) یک منطقهٔ مسکونی در روسیه است که در استان آستراخان واقع شده است.